# Улрих II фон Берг-Шелклинген
Улрих II фон Берг-Шелклинген (на немски: Ulrich II von Berg-Schelklingen; † сл. 1 април 1268) от швабския графски род фон Берг е граф на Берг-Шелклинген в Баден-Вюртемберг.

## PRoizhod
Той е син на граф Хайнрих III фон Берг-Шелклинген († сл. 1241), маркграф на Бургау в Херцогство Швабия, и съпругата му Аделхайд фон Шелклинген. Внук е на граф Улрих I фон Берг († 1209) и съпругата му Аделхайд фон Ронсберг († 1205). Брат е на Хайнрих II фон Бургау (IV) († 1293), маркграф на Бургау.

## Фамилия
Улрих II фон Берг-Шелклинген се жени за графиня Уделхилд фон Урах († сл. 24 юли 1242), вероятно дъщеря на граф Егино V фон Урах-Фрайбург († 1236) и Аделхайд фон Нойфен († 1248). Те имат децата:
- Улрих III фон Берг-Шелклинген († сл. 1316), женен I. сл. 1272 г. за Луитгард фон Калв, II. сл. 1300 г. за Мехтилд († сл. 1357)
- Хайнрих IV фон Берг († 1282/1283)
- Егино фон Берг († 10 юли 1304, 19 януари 1306)
- Буркхард фон Берг († сл. 1295)
- Гебхард фон Берг († сл. 1291)
- Уделхилд фон Берг-Шелклинген († сл. 1271), вероятно незаконна, омъжена сл. 1240/1257 г. за граф Албрехт I фон Хоенлое-Уфенхайм († ок. 1269).